# Argentolle
Pour la commune déléguée de Colombey les Deux Églises, voir Argentolles.
Argentolle est un ancien bourg attesté depuis le IXe siècle dans un cartulaire de Charles le Chauve qui confirmait les possessions de l'abbaye de Montier sous le vocable d'Argentilla. En 1787 il comptait quinze feux, il dépendait de la paroisse de Saint-Parres-aux-Tertres, de l'intendance et de la généralité de Châlons, de l'élection et du bailliage de Troyes. L'écart avait un château : motte close de fossé d'un arpent et demi sur laquelle était une maison seigneuriale, une grange et un moulin. Le tout fut vendu comme Bien national le 28 Germinal An II pour dix mil Livres.